# Айкашен (Харк)
Айкашен (арм. Հայկաշեն) - древнейшее армянское поселение.

## География
Айкашен располагается в ашхаре Туруберан Великой Армении, в гаваре Кор, к западу от озера Хач, к югу от нынешнего села Оренкент, у восточного подножия горы Белиджан. 

## История
Согласно армянскому историку Мовсесу Хоренаци, прародитель армянского народа Айк Наапет построил это поселение после исхода из Месопотамии:
Сам же, вместе с остальными людьми и скарбом продвигается на северо-запад, приходит и поселяется на высокогорной равнине и дает этому нагорью название Харк, указывающее, что поселившиеся здесь являются отцами рода Торгомова дома. Строит и деревню и называет ее по своему имени Айкашеном. Также и в этом месте истории упоминается небольшое число людей, поселившихся прежде в южной стороне этой равнины, у горы с вытянутым основанием, которые добровольно подчиняются богородному герою.
Поскольку Айкашен был построен до битвы Айка и Бэла, следовательно, он должен был быть построен около 2493-2494 года до н.э.
В настоящее время сохранились руины поселка. Здания были построены из крупных необработанных камней, расположенных по кругу. Поселок был окружен круглой стеной длиной около 600 м. Средняя гавань имеет окружность около 250 м. Круглая планировка и строения поселка напоминают другие индоевропейские постройки той эпохи. К западу от Айкашена, в 300 метрах, находится источник, которым пользовались древние жители поселка. Примерно в 2 км к юго-западу от Айкашена находится гора под названием Герезманк (арм. Գերեզմանք), на вершине которой, согласно легенде, Айк спрятал труп убитого тирана Бэла. Нынешнее турецкое название этой горы "Белиджан" происходит от идиомы "Белли Джан " (тело Бэлла).
1. ↑  Мовсес Хоренаци, История Армении в трех частях. Книга Первая. www.vehi.net. Дата обращения: 30 апреля 2025.